# Изабелла Арагонская (герцогиня Миланская)
Изабелла Арагонская (итал. Isabella d'Aragona; 2 октября 1470, Неаполь — 11 февраля 1524, Неаполь) — неаполитанская принцесса, герцогиня Миланская, герцогиня Бари и принцесса Россано с титулом королевы Иерусалимской.

## Жизнь
Родилась 2 октября 1470 в Неаполе, Италия. Была дочерью Альфонсо II, короля Неаполитанского королевства, и Ипполиты Марии Сфорца.
После смерти своего брата, Фердинанда II, Изабелла унаследовала титулы герцогини Бари, принцессы Россано и королевы Иерусалимской.
Существует теория, что Изабелла Арагонская стала моделью для написания Леонардо да Винчи картины «Мона Лиза». Существует также предположение, что Изабелла вступила в морганатический брак с Леонардо да Винчи, который на протяжении одиннадцати лет был придворным художником в Милане, и родила ему двоих сыновей и трёх дочерей.
Умерла 11 февраля 1524 года в Неаполе.

## Дети
В 1489 году вышла замуж за своего двоюродного брата, герцога Милана Джана Галеаццо Сфорцу (1469—1494). У них родилось трое детей:
- Франческо Сфорца (1491—1512)
- Бона Сфорца (1494—1557) — королева польская и великая княгиня литовская, жена короля Сигизмунда I Старого
- Иполита Мария (1493—1501)